# مارتن بريتن
مارتن بريتن (بالإنجليزية: Martin Brittain)‏ هو لاعب كرة قدم بريطاني، ولد في 29 ديسمبر 1984 في Cramlington ‏ في المملكة المتحدة. لعب مع إيبسويتش تاون ونادي سلتيك نايشون ونادي كارلايل يونايتد ونادي والسول ونيوكاسل يونايتد ويوفل تاون.

## وصلات خارجية
- مارتن بريتن على موقع قاعدة بيانات كرة القدم.إي يو (الإنجليزية)
- مارتن بريتن على موقع Soccerbase.com (لاعب) (الإنجليزية)
- مارتن بريتن على موقع عالم كرة القدم.نت (الإنجليزية)